# Ostrovy Neštěstí

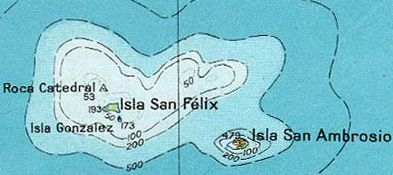
Mapa ostrovů Neštěstí

Ostrovy Neštěstí (španělsky Islas Desventuradas) je souostroví v Tichém oceánu, ležící přibližně 870 kilometrů na západ od Chile. Souostroví je složené pouze ze čtyř malých, nenápadných ostrůvků, které jsou součástí Chile, administrativně patří pod region Valparaíso.
Jednotlivé ostrovy jsou ostrov sv. Felixe, ostrov sv. Ambrože (na mapách jsou často zobrazovány pouze tyto dva), Roca Catedral a Islote González. Jsou neobydlené a bez zdrojů pitné vody, ale na ostrově sv. Felixe je ranvej dlouhá dva kilometry a základna chilského námořnictva.
Ostrovy Neštěstí leží v subtropickém páse. Za rok zde spadne asi jen 100 až 200 mm srážek, ostrovy jsou omývány studenými oceánskými proudy.

## Přehled ostrovů
| Ostrov                 | Rozloha (km²) | Populace | Nejvyšší vrchol | Výška | Lokalizace                       |
| ---------------------- | ------------- | -------- | --------------- | ----- | -------------------------------- |
| Ostrov svatého Ambrože | 2,2           | 0        | —               | 479   | 26°20′37″ j. š., 79°53′28″ z. d. |
| Ostrov svatého Félixe  | 1,4           | 0        | Cerro Amarillo  | 193   | 26°17′30″ j. š., 80°5′42″ z. d.  |
| Islote González        | 0,25          | 0        | —               | 173   | 26°18′36″ j. š., 80°5′6″ z. d.   |
| Roca Catedral          | 0,01          | 0        | —               | 53    | 26°16′25″ j. š., 80°7′15″ z. d.  |

## Historie
Tyto ostrovy poprvé objevil Juan Fernandéz v roce 1574, ale možná již před ním je objevil Ferdinand Magellan v roce 1520. Pedro Sarmiento de Gamboa o nich v roce 1579 napsal: „Teď se jmenují po svatém Felixovi a svatém Amborovi“. Jazykovou chybou se jméno mučedníka Ambora zaměnilo za známějšího biskupa Ambrože, ostrov se tedy teď jmenuje po něm.